# Фабрика Святого Петра
Фа́брика Свято́го Петра́ (лат. Fabricia Sancti Petri) — звичайна назва відомства Римської курії, що відповідає за управління, утримання, збереження та декорування базиліки Святого Петра у Ватикані. 
З 2005 року голова відомства - Анджело Комастрі.

## Історія
Історія Фабрики Святого Петра сягає понтифікату Климента VII (1523–1534), який утворив колегію, з 60 осіб для управління та контролю будівництва нової базиліки Ватикану. Папа Климент VIII (1592–1605) перетворив колегію в конгрегацію кардиналів, що остаточно схвалив його наступник Павло V у червні 1605 року. Під час понтифікату Климента XI (1700–1721) функції кардинала-префекта цієї конгрегації з функціями кардинала-архіпресвітера собору Ватикану. Павло VI 1967 року понизив статус Фабрики Святого Петра, яка 1 січня 1968 року втратила статус конгрегації. Іван-Павло II у статті 192 апостольської конституції Pastor Bonus окреслив повноваження Фабрики.

## Список голів Фабрики Святого Петра
Фабрика Святого Петра була піднесена до рангу конгрегації 1605 року. На відміну від наявних тепер конгрегацій, початково вона не мала свого сталого голови в ранзі префекта. Її роботою керував кардинал-диякон, найвищий за рангом кардинал, член конгрегації, а в разі його відсутності, його функції автоматично переходять до найвищого за рангом кардинала з-поміж присутніх. Тільки від 50-х років XVII століття (не пізніше, ніж від 1657, ймовірно від 1654) Папа почав формально призначати якогось кардинала префектом, проте тільки з 1701 стало правилом, що цю посаду дістав архіпресвітер собору Ватикану.

### Декани Конгрегації Фабрики Святого Петра
- it:Giovanni Evangelista Pallotta (1605–1620)
- Франческо дель Монте (1620–1626)
- it:Domenico Ginnasi (1626–1639)
- it:Marcello Lante della Rovere (1639–1652)
- Франческо Барберіні (1652–1654?)

### Префекти Конгрегації Фабрики Святого Петра
- Francesco Barberini (1654?–1679)
- Vacat
- Карло Барберіні (1701–1704)
- it:Francesco Nerli (1704–1708)
- Vacat
- it:Annibale Albani (1712–1751)
- Генріх Бенедикт Стюарт (1751–1807)
- it:Romoaldo Braschi-Onesti (1807–1817)
- Алессандро Маттеї (1817–1820)
- it:Pietro Francesco Galleffi (1820–1837)
- it:Giacomo Giustiniani (1837–1843)
- Маріо Маттей (1843–1870)
- it:Niccola Paracciani Clarelli (1870–1872)
- it:Edoardo Borromeo (1872–1881)
- it:Edward Henry Howard (1881–1892)
- it:Francesco Ricci Paracciani (1892–1894)
- Маріано Рамполла дель Тіндаро (1894–1913)
- Рафаель Меррі дель Валь (1914–1930)
- Еудженіо Пачеллі (1930–1939)
- Фредеріко Тедескіні (1939–1959)
- Доменіко Тардіні (1959–1961)
- Паоло Марелла (1961–1967)

### Голови Фабрики Святого Петра з 1968 року
- Паоло Марелла (1968—1983)
- Аурелио Сабаттані (1983—1991)
- Вірджиліо Ної (1991—2002)
- Франческо Маркізано (2002—2004)
- Анджело Комастрі (2005—2021)
- Мауро Ґамбетті (з 2021)

Голови Фабрики Святого Петра зазвичай також є архіпресвітерами Собору Святого Петра.

## Виноски
1. ↑  Weber, s. 196, 238; por. Moroni, vol. XVI, s. 138.